# Bethlehemkerk (Terneuzen)
De Bethlehemkerk is het kerkgebouw van de Gereformeerde Gemeenten in de Zeeuwse stad Terneuzen, gelegen aan Frans Halslaan 1.

## Geschiedenis
De Gereformeerde Gemeente van Terneuzen is opgericht in 1875. Oorspronkelijk kerkten zij in een kerkgebouw aan Vlooswijkstraat 52, dat vervolgens van 1955-2002 in gebruik was bij de Gereformeerde Gemeenten in Nederland, een kerkgenootschap dat in 1953 was ontstaan na een scheuring in de Gereformeerde Gemeenten. Vervolgens stond het leeg en in 2015 werd het gesloopt.
In 1957 werd de Gereformeerde Gemeente heropgericht. In 1961 werd een eenvoudig zaalkerkje in gebruik genomen, ontworpen door W. Voogd, en in 1994 werd achter de kerkzaal een nieuwe kerk gebouwd, ontworpen door architectenbureau Putter & Laban. Deze kerk, die de naam Bethlehemkerk kreeg, heeft een open klokkentoren. Het oorspronkelijke kerkje werd sindsdien als vergaderzaal gebruikt.